# ارين وير
ارين وير (بالإنجليزية: Warren Weir) هو عداء سريع جامايكي، ولد في 31 أكتوبر 1989 في أبرشية تريلاوني في جامايكا.

## وصلات خارجية
- ارين وير على موقع الاتحاد الدولي لألعاب القوى (الإنجليزية)
- ارين وير على موقع الدوري الماسي (الإنجليزية)
- ارين وير على موقع اللجنة الأولمبية الدولية (الإنجليزية)
- ارين وير على موقع أوليمبيديا (الإنجليزية)
- ارين وير على موقع اتحاد ألعاب الكومنولث (مؤرشف) (الإنجليزية)